# Peter Schiff (Schauspieler)
Peter Schiff (* 27. Juni 1923 in Neustrelitz; † 16. April 2014 in Berlin) war ein deutscher Schauspieler und Synchronsprecher.

## Leben
Peter Schiff wurde als Sohn des Regisseurs und späteren Intendanten Hermann Schiff und der Schauspielerin Louise Schulz-Waida geboren. 1924 zog die Familie nach Stettin, wo Schiff aufwuchs. Im Frühjahr 1942 wurde er zum Kriegsdienst eingezogen, geriet aber bald in sowjetische Kriegsgefangenschaft. Nach seiner Rückkehr aus der Kriegsgefangenschaft 1949 erlernte er den Schauspielberuf bei Marlise Ludwig in Berlin und erhielt 1951 sein erstes Engagement am Theater in Greiz.
Schiff war fast nie an ein festes Haus gebunden, sondern arbeitete mit Stückverträgen. Er spielte vorwiegend in Boulevardkomödien. Neben zahlreichen Auftritten auf Berliner Theaterbühnen war er in vielen Fernsehproduktionen zu sehen. In den 1960er-Jahren arbeitete Schiff auch als Sprecher für Hörspielproduktionen und gehörte unter anderem zum festen Ensemble des Puppentheaters „Die Kullerköpfe“. Danach wirkte er in zahlreichen Hörspielen unter der Regie von Kurt Vethake mit.

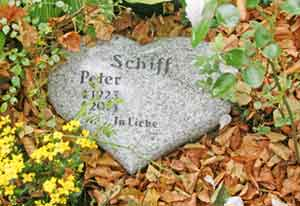
Grabstätte von Peter Schiff auf dem Friedhof Nikolassee, Berlin

Schiff arbeitete ebenfalls als Synchronsprecher bei der Eindeutschung von Filmen. 1968 lieh er seine Stimme dem Computer HAL 9000 in 2001: Odyssee im Weltraum. Die in keiner Weise mechanisierte, sondern betont sanfte und einfühlsame Stimme blieb selbst bei Hinterhältigkeiten und tödlichen Entscheidungen des Raumschiffcomputers unverändert freundlich und geduldig. Sie veränderte die öffentliche Wahrnehmung erheblich und prägte im deutschen Sprachraum auf Jahrzehnte ein Bild von der Technologisierung durch Computer, ähnlich wie es der Originalsprecher Douglas Rain in der englischen Originalfassung vermocht hatte. Kubrick gefiel die deutsche Version noch besser, wie der zuständige Synchronregisseur Michael Günther in einem Interview erzählte – er hatte nämlich alle Atemgeräusche wegschneiden lassen.
Nachdem Louis de Funès’ Synchronsprecher Gerd Martienzen erkrankte, übernahm Schiff 1978 bei dem Film Der Querkopf erstmals die Synchronisation. Im Fernsehen trat er regelmäßig als Nebendarsteller in bekannten Serien wie Drei Damen vom Grill (als Otto Krause, genannt Ost-Otto) und Liebling Kreuzberg (als Rechtsanwalt Dr. Wolter) auf.
Im Mai 2012 erhielt er den Ehrenpreis des Hörbuch- und Hörspielpreises „Ohrkanus“ für sein Lebenswerk.
Peter Schiff, der im Alter an Morbus Parkinson erkrankte, lebte zuletzt in Berlin-Zehlendorf, wo er am 16. April 2014 im Alter von 90 Jahren an einer Lungenentzündung starb. Bestattet wurde Schiff auf dem evangelischen Friedhof Nikolassee, Grabstelle F IV 02.

## Filmografie (Auswahl)
- 1960: Freddy und die Melodie der Nacht
- 1961: Unter Ausschluß der Öffentlichkeit
- 1963: Meine Frau Susanne (Fernsehserie, 3 Folgen)
- 1964: Der Fall Jakubowski – Rekonstruktion eines Justizirrtums
- 1965: Freispruch für Old Shatterhand (Fernsehfilm)
- 1965: Sie schreiben mit – Der Mann aus Australien (Fernsehserie)
- 1966: Das Millionending (Fernseh-Zweiteiler)
- 1967: Ein Toter braucht kein Alibi
- 1969: Spion unter der Haube
- 1971: Ehemänner-Report
- 1971: Unser Willi ist der Beste
- 1971: Der trojanische Sessel (Fernsehfilm)
- 1971: Tatort – Der Boss
- 1972: Der Fall Opa (Fernsehfilm)
- 1972: Der Illegale (Fernsehdreiteiler)
- 1973: Liebe mit 50 (Fernsehfilm)
- 1973: Lokaltermin – Fräulein Blaubart
- 1973: Tatort – Ein ganz gewöhnlicher Mord
- 1973: Mein Onkel Benjamin (Fernsehfilm)
- 1973: Hamburg Transit (Fernsehserie) – Camping mit doppeltem Boden
- 1974: Einer von uns beiden
- 1974: Tatort – Gift
- 1974: Der Tod der Schneevögel
- 1975: Kommissariat IX (Fernsehserie) – Tamaro-Bau GmbH & Co. KG
- 1975: Tatort – Das zweite Geständnis
- 1975: Beschlossen und verkündet – 2 Folgen: Ehrenmänner, Alle Vorteile gelten
- 1976: Tatort – Transit ins Jenseits
- 1976: Hans im Glück
- 1976–1991: Drei Damen vom Grill (Fernsehserie)
- 1978–1979: Café Wernicke (Fernsehserie)
- 1979: Tatort – Gefährliche Träume
- 1980: Car-napping – bestellt – geklaut – geliefert
- 1980: Mein Gott, Willi!
- 1981: Der Fuchs von Övelgönne (Fernsehserie) – Erste Fahrt der UX-3
- 1981: Manni, der Libero
- 1981–1985: Goldene Zeiten – Bittere Zeiten
- 1983: Ich heirate eine Familie[10]
- 1983: Geschichten aus der Heimat (Fernsehserie) Folge: Das Silvesterbaby
- 1983: Einmal Ku’damm und zurück
- 1985: Didi und die Rache der Enterbten
- 1985: Mein Freund Harvey
- 1985: Ein Heim für Tiere (Fernsehserie)
- 1985: Die Krimistunde (Fernsehserie, Folge 19, Episode: „Dicker als Wasser“)
- 1986–1997: Liebling Kreuzberg (Fernsehserie)
- 1988: Tatort – Schuldlos schuldig
- 1988: Molle mit Korn (Fernsehserie, Erzähler)
- 1989: Der Bettler vom Kurfürstendamm (Fernsehfilm)
- 1990: Wie gut, daß es Maria gibt
- 1991: Unser Lehrer Doktor Specht (eine Folge)
- 1992: Otto – Der Liebesfilm
- 1995: Ach, du Fröhliche (Fernsehfilm)
- 1995: Balko, Filmriss
- 1999: Drei Gauner, ein Baby und die Liebe (Fernsehfilm)
- 2002–2003: Der kleine Mönch (Fernsehserie)

## Synchronrollen (Auswahl)
Louis de Funès
- 1963: als Norbert Charolais in Karambolage (Synchronisation: 1991)
- 1978: als Cruchot in Louis’ unheimliche Begegnung mit den Außerirdischen
- 1978: als Guillaume Daubray-Lacaze in Der Querkopf
- 1979: als Harpagon in Louis, der Geizkragen (Kino-Synchronisation)
- 1981: als Claude Ratinier in Louis und seine außerirdischen Kohlköpfe
- 1982: als Cruchot in Louis und seine verrückten Politessen

Fernandel
- 1954: als Édouard/Abbé Charles/Desire Saint-Forget in Der Hammel mit den fünf Beinen (2. Synchronisation)
- 1957: als François, Lucien Sénéchal in Sénéchal ist der Größte
- 1958: als Ferdinand Pastorelli in Gesetz ist Gesetz

Harry Carey junior
- 1956: als Brad Jorgensen in Der Schwarze Falke
- 1973: als Hank in Geier kennen kein Erbarmen
- 1973: als Hank in Die Geier warten schon

Douglas Rain
- 1968: als HAL 9000 in 2001: Odyssee im Weltraum
- 1973: als Böser Computer in Der Schläfer
- 1984: als HAL 9000 in 2010: Das Jahr, in dem wir Kontakt aufnehmen

Jean Carmet
- 1972: als Paul in Alfred, die Knallerbse
- 1976: als L’indicateur in Die wilden Mahlzeiten
- 1979: als Richter Fernand Noblet in Mord in einem hübschen Dorf (Synchronisation: 1983)

### Filme
- 1941: John Marriott als Cal in Die kleinen Füchse (Synchronisation: 1974)
- 1945: Peter Lawford als David Stone in Das Bildnis des Dorian Gray
- 1955: Nick Adams als Moose in … denn sie wissen nicht, was sie tun
- 1959: Emile Carrer als Rudersklave 28 in Ben Hur
- 1960: Joey Bishop als Mushy O’Connors in Frankie und seine Spießgesellen
- 1960: Frank Killmond als Bob Summerfield in Psycho
- 1960: Whit Bissell als Walter Kemp in Die Zeitmaschine
- 1963: Louis Viret als Kneipengast #1 in Balduin, der Geldschrankknacker
- 1963: Les Brown als Les Brown in Der verrückte Professor
- 1964: Windsor Davies als Sgt. Brick in Vier Frauen und ein Mord
- 1965: Frank Finlay als Inspektor Lestrade in Sherlock Holmes’ größter Fall
- 1967: Dominique Zardi als Pilot in Fantomas bedroht die Welt
- 1967: Ric Young als Chinesischer Agent in James Bond 007 – Man lebt nur zweimal
- 1970: Bill Thompson als Onkel Waldo in Aristocats
- 1971: David Bauer als Morton Slumber in James Bond 007 – Diamantenfieber
- 1973: John Beck als John W. Poe in Pat Garrett jagt Billy the Kid (1. Synchronisation)
- 1974: Joe Mantell als Walsh in Chinatown
- 1976: John Stride als Psychiater in Das Omen
- 1976: George Memmoli als Eishallen-Besitzer in Rocky
- 1977: Joe Flynn als Mr. Snoops in Bernard und Bianca – Die Mäusepolizei
- 1981: Donald Pleasence als Präsident in Die Klapperschlange
- 1982: Shane Rimmer als Kommentator in Gandhi (BRD-Synchronisation)
- 1985: John Patton Jr. als Prediger in Die Farbe Lila
- 1986: Austin Pendleton als Howard Marner in Nummer 5 lebt!
- 1986: John Mills als Jim Bloggs in Wenn der Wind weht
- 1987: James Dukas als Finny in Wolfsmilch
- 1988: George Christy als Dr. Hasseldorf in Stirb langsam
- 1990: Art Evans als Leslie Barnes in Stirb langsam 2
- 1995: Zakes Mokae als Dr. Benjamin Iwabi in Outbreak – Lautlose Killer
- 1996: als Computerstimme in Independence Day
- 1997: Gore Vidal als Direktor Josef in Gattaca

### Serien
- 1949–1957: verschiedene Figuren in The Lone Ranger (Synchronisation: 1990–1993)
- 1959–1973: verschiedene Figuren in Bonanza
- 1972–1977: verschiedene Figuren in Die Straßen von San Francisco
- 1973–1978: verschiedene Figuren in Kojak – Einsatz in Manhattan
- 1975–1979: verschiedene Figuren in Starsky & Hutch
- 1977–1987: verschiedene Figuren in Love Boat
- 1979–1984: verschiedene Figuren in Hart aber herzlich
- 1987–1990: Peter Cullen als Babyface Knack in DuckTales – Neues aus Entenhausen
- 1997–1998: als Uhu Shouhu in Tabaluga (1. Stimme)

## Hörspiele
- 1955: Rudolf Bayr: Agamemnon muß sterben (Bote) – Regie: Hans Conrad Fischer (Hörspiel – SFB)
- 1964–1978: Diverse Autoren: Damals war’s – Geschichten aus dem alten Berlin (in elf Geschichten mit 139 Folgen hatte er eine durchgehende Rolle) – Regie: Ivo Veit u. a. (40 Geschichten in 426 Folgen) (RIAS Berlin)
- 1966: Das Wirtshaus im Spessart, Erzähler (Tempo)
- 1969: Flipper - Die Geschichte eines Delphins, als Porter Ricks (Baccarola)
- 1968: Moby Dick, Erzähler / Ismael (Philips)
- 1973: Kalle Blomquist, Erzähler (Fontana)
- 1973: Kalle Blomquist lebt gefährlich, Erzähler (Fontana)
- 1974: Pole Poppenspäler, Erzähler / Paul Paulsen (Maritim)[11]
- 1974: Das Sams: Eine Woche voller Samstage als Erzähler, Herr Taschenbier, Kaufhaus-Sprecher und Studienrat Groll (Phonogram GmbH, Hamburg)
- 1976: Enid Blyton – Geheimnis um ein verborgenes Zimmer, als Dorfpolizist Herr Grimm (Fontana)
- 1977: Konrad aus der Konservendose, Erzähler (Decca)
- 1977: Karlsson vom Dach – Karlsson fliegt wieder, als Karlsson (Phonogram)
- 1979: Professor van Dusen – Stirb schön mit Shakespeare (Folge 5), als Inspizient Paul Elton (RIAS)
- 1980: Professor van Dusen – Zocker, Zossen und Zinnober (Folge 15), als Bankier Süßmilch (RIAS)
- 1982: Das Sams: Am Samstag kam das Sams zurück als Herr Taschenbier und Wachtmeister (Phonogram GmbH, Hamburg)
- 1982: Der kleine Muck, Erzähler (Maritim)
- 1986: Professor van Dusen trifft Kaiser Wilhelm (Folge 41), als Kommissar Steinbeißer (RIAS)
- 1986: Benjamin Blümchen – als Sheriff (Folge 50), als Joe
- 1989: Bibi Blocksberg – im Zirkus (Folge 42), als Zauberer Zafetti[12]
- 1992: Die drei ??? – Gefahr im Verzug (Folge 54), als Firestone (Europa)
- 1992: TKKG – Spuk aus dem Jenseits (Folge 82), als Dr. Beinhart Geiser (Europa)
- 1993: Das Sams: Neue Punkte für das Sams als Herr Taschenbier (Polygram GmbH, Hamburg)
- 1997–1998: Tabaluga, erste Stimme vom Uhu Shouhou
- 1997: Das Sams: Ein Sams für Martin Taschenbier als Herr Taschenbier (Polygram GmbH, Hamburg)
- 2006–2011: Perry Rhodan – Sternenozean-Zyklus-Hörspiele, als Echopage (Lübbe Audio)
- 2010: Goldagengården – (Folgen 1–9), als Nils Edmundson (Zaubermond-Audio)
- 2013: Sherlock Holmes – Die neuen Fälle (Folge 7 – „Der eisige Tod“), als Listcombe (Romantruhe / All Score Media)
- 1966/2013: Sándor Ferenczy: Die Gentlemen bitten zur Kasse – Regie: Sándor Ferenczy (Kriminalhörspiel – Audio Factory)
- 2014: Sherlock Holmes – Die neuen Fälle (Folge 11 – „Im kalten Nebel der Themse“), als Major William Dawson (Romantruhe / All Score Media)
- 2014: Sherlock Holmes – Die neuen Fälle (Folge 15 – „Das Geheimnis von Baskerville Hall“), als Walter Milburn (Romantruhe / All Score Media)

## Lesungen
- Georg Hermann – Kubinke (Lesung des Romans – Produziert 1987 vom SFB)